# HMS Tantalus
Le HMS Tantalus (pennant number : P318) est un sous-marin de la classe T en service dans la Royal Navy. Construit au chantier naval Vickers-Armstrongs à Barrow-in-Furness, il est lancé le 24 février 1943.

## Conception
Les sous-marins de la classe S, quoique très réussis, se sont avérés trop petits pour des opérations lointaines. Il fallut mettre en chantier la classe T, également très réussie, qui avait 21 mètres de longueur en plus et un déplacement de 1 000 tonnes. Alors que les bâtiments de la classe S avaient seulement six tubes lance-torpilles d'étrave, ceux de la classe T en avaient huit, dont deux dans un bulbe d'étrave, plus deux autres dans la partie mince de la coque au milieu du navire.

## Engagements
Le HMS Tantalus fut construit par Vickers-Armstrongs à Barrow-in-Furness. Sa quille fut posée le 6 juin 1942. Il fut lancé le 24 février 1943 et mis en service dans la Royal Navy le 2 juin 1943. Il est le premier (et jusqu’à présent, le seul) navire de la Royal Navy à porter le nom de Tantale, d’après le personnage mythologique de Tantale fils de Zeus, condamné au célèbre « supplice de Tantale » aux Enfers. Homère dans l’Odyssée et Télès dans ses diatribes racontent que Tantale est placé au milieu d’un fleuve et sous des arbres fruitiers, mais le cours du fleuve s'assèche quand il se penche pour en boire, et le vent éloigne les branches de l'arbre quand il tend la main pour en attraper les fruits. L'insigne du HMS Tantalus représente justement une main qui se tend vers une grappe de raisin.
Le HMS Tantalus a servi en Extrême-Orient pendant la plus grande partie de sa carrière en temps de guerre. Il a coulé le remorqueur malais Kampung Besar et le navire malais Pulo Salanama en avril 1944. Il a ensuite coulé les cargos de la Marine impériale japonaise Amagi Maru et Hiyoshi Maru, le cargo japonais Hachijin Maru, le caboteur japonais Palang Maru, le bateau de pêche japonais Taisei Maru No. 12, un remorqueur japonais et trois barges, un navire japonais inconnu et un voilier siamois, tout en revendiquant en avoir endommagé un second. Le HMS Tantalus a également endommagé un remorqueur et le chasseur de sous-marins japonais Ch 1. Il a également attaqué le sous-marin japonais I-166, mais l’a manqué. Le I-166 fut coulé plus tard le même jour par le HMS Telemachus.
Le HMS Tantalus  survécut à la guerre et continua à servir dans la Royal Navy. Il est finalement démoli à Milford Haven en novembre 1950.